# Премия «Сезар» самому многообещающему актёру
Премия «Сезар» самому многообещающему актёру — одна из премий «Сезар», ежегодно присуждаемых Академией искусств и технологий кинематографа в знак признания выдающегося прорывного выступления молодого актёра, который работал во французской киноиндустрии в течение года, предшествовавшего церемонии. Вручается ежегодно, начиная с 1983 года.
На английском языке премия называется «Прорывное исполнение, актёр» или «Новичок».

## Список лауреатов и номинантов
Лауреаты выделены отдельным цветом. 

### 1980-е
| Год  | Номинация | Фотография лауреата                                 | Лауреаты и номинанты                        |
| ---- | --------- | --------------------------------------------------- | ------------------------------------------- |
| 1983 | 8-я       |                                                     | Кристоф Малавуа — «Семейный рок»            |
| 1983 | 8-я       | Жан-Поль Комар — «Осведомитель»                     |                                             |
| 1983 | 8-я       | Чеки Карио — «Осведомитель»                         |                                             |
| 1983 | 8-я       | Доминик Пинон — «Возвращение Мартина Герра»         |                                             |
| 1984 | 9-я       |                                                     | Ришар Анконина — «Чао, паяц»                |
| 1984 | 9-я       | Жан-Хью Англаде — «Раненый человек»                 |                                             |
| 1984 | 9-я       | Франсуа Клюзе — «Да здравствует социальная помощь!» |                                             |
| 1984 | 9-я       | Жак Пено — «От имени всех родных»                   |                                             |
| 1985 | 10-я      |                                                     | Пьер-Лу Ражо — «Воспоминания, воспоминание» |
| 1985 | 10-я      | Ксавьер Делюк — «Обман»                             |                                             |
| 1985 | 10-я      | Ипполит Жирардо — «Такова моя воля»                 |                                             |
| 1985 | 10-я      | Бенуа Режан — «Диагональ слона»                     |                                             |
| 1986 | 11-я      |                                                     | Вадек Станчак — «Свидание»                  |
| 1986 | 11-я      | Кадер Буканеф — «Чай в гареме Архимеда»             |                                             |
| 1986 | 11-я      | Люка Бельво — «Цыпленок под уксусом»                |                                             |
| 1986 | 11-я      | Жак Боннаффе — «Искушение Изабель»                  |                                             |
| 1986 | 11-я      | Жан-Филипп Икоффи — «Дерзкая девчонка»              |                                             |
| 1987 | 12-я      |                                                     | Исаак де Банколе — «Чёрный переполох»       |
| 1987 | 12-я      | Крис Кампьон — «Пираты»                             |                                             |
| 1987 | 12-я      | Жан-Филипп Икоффи — «Страж ночи»                    |                                             |
| 1987 | 12-я      | Реми Мартен — «Дурная кровь»                        |                                             |
| 1988 | 13-я      |                                                     | Тьерри Фремон — «Travelling avant»          |
| 1988 | 13-я      | Крис Кампьон — «Поле чести»                         |                                             |
| 1988 | 13-я      | Паскаль Лежитимюс — «Фингал под глазом»             |                                             |
| 1988 | 13-я      | Франсуа Негре — «До свидания, дети»                 |                                             |
| 1989 | 14-я      |                                                     | Стефан Фрейсс — «Шуаны»                     |
| 1989 | 14-я      | Лоран Гревиль — «Камила Клодель»                    |                                             |
| 1989 | 14-я      | Тома Лангманн — «Годы сэндвичей»                    |                                             |
| 1989 | 14-я      | Франсуа Негре — «Звук и ярость»                     |                                             |

### 1990-е
| Год  | Номинация | Фотография лауреата                                             | Лауреаты и номинанты                                         |
| ---- | --------- | --------------------------------------------------------------- | ------------------------------------------------------------ |
| 1990 | 15-я      |                                                                 | Иван Атталь — «Безжалостный мир»                             |
| 1990 | 15-я      | Лоран Гревиль — «Камила Клодель»                                |                                                              |
| 1990 | 15-я      | Тьерри Фортино — «Летняя комедия»                               |                                                              |
| 1990 | 15-я      | Мельвиль Пупо — «Пятнадцатилетняя»                              |                                                              |
| 1990 | 15-я      | Филипп Вольтер — «Чёрный лес»                                   |                                                              |
| 1991 | 16-я      |                                                                 | Жеральд Томассен — «Маленький преступник»                    |
| 1991 | 16-я      | Алекс Дека — «Плевать на смерть»                                |                                                              |
| 1991 | 16-я      | Марк Дюре — «Её звали Никита»                                   |                                                              |
| 1991 | 16-я      | Венсан Перес — «Сирано де Бержерак»                             |                                                              |
| 1991 | 16-я      | Филипп Юшан — «Замок моей матери»                               |                                                              |
| 1992 | 17-я      |                                                                 | Манюэль Блан — «Я не целуюсь»                                |
| 1992 | 17-я      | Гийом Депардьё — «Все утра мира»                                |                                                              |
| 1992 | 17-я      | Чик Ортега — «Замечательная эпоха»                              |                                                              |
| 1992 | 17-я      | Лоран Гревиль — «Год пробуждения»                               |                                                              |
| 1992 | 17-я      | Тома Лангманн — «Париж пробуждается»                            |                                                              |
| 1993 | 18-я      |                                                                 | Эммануэль Салинжер — «Часовой»                               |
| 1993 | 18-я      | Оливье Мартинес — «Остров мастодонтов»                          |                                                              |
| 1993 | 18-я      | Жюльен Расам — «Аккомпаниаторша»                                |                                                              |
| 1993 | 18-я      | Ксавье Бовуа — «Север»                                          |                                                              |
| 1993 | 18-я      | Грегуар Колен — «Оливье, Оливье»                                |                                                              |
| 1994 | 19-я      |                                                                 | Оливье Мартинес — «Раз, два, три... замри!»                  |
| 1994 | 19-я      | Гийом Депардьё — «Нежная мишень»                                |                                                              |
| 1994 | 19-я      | Матьё Кассовиц — «Метиска»                                      |                                                              |
| 1994 | 19-я      | Мельвиль Пупо — «В нормальных людях нет ничего исключительного» |                                                              |
| 1994 | 19-я      | Кристофер Томпсон — «Праздник»                                  |                                                              |
| 1995 | 20-я      |                                                                 | Матьё Кассовиц — «Смотри, как падают люди»                   |
| 1995 | 20-я      | Шарль Берлинг — «Мелкие сделки с мертвецами»                    |                                                              |
| 1995 | 20-я      | Стефан Ридо — «Дикий тростник»                                  |                                                              |
| 1995 | 20-я      | Фредерик Горни — «Дикий тростник»                               |                                                              |
| 1995 | 20-я      | Гаэль Морель — «Дикий тростник»                                 |                                                              |
| 1996 | 21-я      |                                                                 | Гийом Депардьё — «Ученики»                                   |
| 1996 | 21-я      | Оливье Ситрюк — «Приманка»                                      |                                                              |
| 1996 | 21-я      | Юбер Кунде — «Ненависть»                                        |                                                              |
| 1996 | 21-я      | Венсан Кассель — «Ненависть»                                    |                                                              |
| 1996 | 21-я      | Саид Тагмауи — «Ненависть»                                      |                                                              |
| 1997 | 22-я      |                                                                 | Матьё Амальрик — «Как я обсуждал... (мою сексуальную жизнь)» |
| 1997 | 22-я      | Самюэль Ле Бьян — «Капитан Конан»                               |                                                              |
| 1997 | 22-я      | Брюно Путзюлу — «Признания невиновного»                         |                                                              |
| 1997 | 22-я      | Бенуа Мажимель — «Воры»                                         |                                                              |
| 1997 | 22-я      | Филипп Торретон — «Воры»                                        |                                                              |
| 1998 | 23-я      |                                                                 | Станислас Мерхар — «Сухая чистка»                            |
| 1998 | 23-я      | Венсан Эльбаз — «Путешественники»                               |                                                              |
| 1998 | 23-я      | Хосе Гарсиа — «Это правда, если я вру!»                         |                                                              |
| 1998 | 23-я      | Сержи Лопес — «Вестерн по-французски»                           |                                                              |
| 1998 | 23-я      | Саша Бурдо — «Вестерн по-французски»                            |                                                              |
| 1999 | 24-я      |                                                                 | Брюно Путзюлу — «Маленькие любовные смятения»                |
| 1999 | 24-я      | Сами Насери — «Такси»                                           |                                                              |
| 1999 | 24-я      | Ромен Дюрис — «Странный чужак»                                  |                                                              |
| 1999 | 24-я      | Гийом Кане — «В самое сердце»                                   |                                                              |
| 1999 | 24-я      | Лионель Абелански — «Поезд жизни»                               |                                                              |

### 2000-е
| Год  | Номинация | Фотография лауреата                                      | Лауреаты и номинанты                                |
| ---- | --------- | -------------------------------------------------------- | --------------------------------------------------- |
| 2000 | 25-я      |                                                          | Эрик Каравака — «Что есть жизнь?»                   |
| 2000 | 25-я      | Кловис Корнийяк— «Карнавал»                              |                                                     |
| 2000 | 25-я      | Ромен Дюрис — «Возможно»                                 |                                                     |
| 2000 | 25-я      | Лоран Люка — «Будь храбрым!»                             |                                                     |
| 2000 | 25-я      | Робинсон Стевенен — «Дурные знакомства»                  |                                                     |
| 2001 | 26-я      |                                                          | Джалиль Леспер — «Человеческие ресурсы»             |
| 2001 | 26-я      | Сирилл Тувенин — «Смешение жанров»                       |                                                     |
| 2001 | 26-я      | Жан-Пьер Лори — «Дело вкуса»                             |                                                     |
| 2001 | 26-я      | Борис Терраль — «Король танцует»                         |                                                     |
| 2001 | 26-я      | Малик Зиди — «Капли дождя на раскалённых скалах»         |                                                     |
| 2002 | 27-я      |                                                          | Робинсон Стевенен — «Дурные манеры»                 |
| 2002 | 27-я      | Эрик Бергер — «Танги»                                    |                                                     |
| 2002 | 27-я      | Стефано Кассетти — «Роберто Зукко»                       |                                                     |
| 2002 | 27-я      | Грегори Деранже — «Палата для офицеров»                  |                                                     |
| 2002 | 27-я      | Жан-Мишель Порталь — «Палата для офицеров»               |                                                     |
| 2003 | 28-я      |                                                          | Жан-Поль Рув — «Чужая родня»                        |
| 2003 | 28-я      | Гаспар Ульель — «Целуй кого хочешь»                      |                                                     |
| 2003 | 28-я      | Лоран Дойч — «Играй как «Зизу»»                          |                                                     |
| 2003 | 28-я      | Морган Маринн — «Сын»                                    |                                                     |
| 2003 | 28-я      | Малик Зиди — «Момент счастья»                            |                                                     |
| 2004 | 29-я      |                                                          | Грегори Деранже — «Бон вояж!»                       |
| 2004 | 29-я      | Грегуар Лепренс-Ренге — «Заблудшие»                      |                                                     |
| 2004 | 29-я      | Николя Дювошель — «Страстные тела»                       |                                                     |
| 2004 | 29-я      | Паскаль Эльбе — «Отец и сыновья»                         |                                                     |
| 2004 | 29-я      | Гаспар Ульель — «Заблудшие»                              |                                                     |
| 2005 | 30-я      |                                                          | Гаспар Ульель — «Долгая помолвка»                   |
| 2005 | 30-я      | Осман Елкараз — «Увёртка»                                |                                                     |
| 2005 | 30-я      | Дамьен Жуйро — «Орфографические ошибки»                  |                                                     |
| 2005 | 30-я      | Жереми Ренье — «Жестокость обменов в умеренной среде»    |                                                     |
| 2005 | 30-я      | Малик Зиди — «Повернуть время вспять»                    |                                                     |
| 2006 | 31-я      |                                                          | Луи Гаррель — «Постоянные любовники»                |
| 2006 | 31-я      | Аймен Саиди — «Сен-Жак... мечеть»                        |                                                     |
| 2006 | 31-я      | Валид Афкир — «Скрытое»                                  |                                                     |
| 2006 | 31-я      | Эдриан Жоливе — «Зим и компания»                         |                                                     |
| 2006 | 31-я      | Жиль Леллуш — «Любовь в воздухе»                         |                                                     |
| 2007 | 32-я      |                                                          | Малик Зиди — «Проклятые дружбы»                     |
| 2007 | 32-я      | Георгий Баблуани — «Тринадцать»                          |                                                     |
| 2007 | 32-я      | Радивойе Буквич — «Калифорния»                           |                                                     |
| 2007 | 32-я      | Ари Элмале — «Школа для всех»                            |                                                     |
| 2007 | 32-я      | Джеймс Тьерри — «Милые бранятся...»                      |                                                     |
| 2008 | 33-я      |                                                          | Лоран Стокер — «Просто вместе»                      |
| 2008 | 33-я      | Николя Казаль— «Сын бакалейщика»                         |                                                     |
| 2008 | 33-я      | Грегуар Лепренс-Ренге — «Все песни только о любви»       |                                                     |
| 2008 | 33-я      | Жоан Либеро — «Свидетели»                                |                                                     |
| 2008 | 33-я      | Жослин Киврен — «99 франков»                             |                                                     |
| 2009 | 34-я      |                                                          | Марк-Андре Гронден — «Первый день оставшейся жизни» |
| 2009 | 34-я      | Ральф Амуссу — «Помоги себе сам, тогда Бог тебе поможет» |                                                     |
| 2009 | 34-я      | Лоран Капеллуто — «Рождественская сказка»                |                                                     |
| 2009 | 34-я      | Грегуар Лепренс-Ренге — «Прекрасная смоковница»          |                                                     |
| 2009 | 34-я      | Пио Мармай — «Первый день оставшейся жизни»              |                                                     |

### 2010-е
| Год  | Номинация | Фотография лауреата                                                                             | Лауреаты и номинанты                                                  |
| ---- | --------- | ----------------------------------------------------------------------------------------------- | --------------------------------------------------------------------- |
| 2010 | 35-я      |                                                                                                 | Тахар Рахим — «Пророк»                                                |
| 2010 | 35-я      | Фират Айверди — «Добро пожаловать»                                                              |                                                                       |
| 2010 | 35-я      | Адель Беншериф — «Пророк»                                                                       |                                                                       |
| 2010 | 35-я      | Венсан Лакост — «Красивые парни»                                                                |                                                                       |
| 2010 | 35-я      | Венсан Ротье — «Я счастлив, что моя мать жива»                                                  |                                                                       |
| 2011 | 36-я      |                                                                                                 | Эдгар Рамирес — «Карлос»                                              |
| 2011 | 36-я      | Пио Мармай— «Любовь и свежая вода»"                                                             |                                                                       |
| 2011 | 36-я      | Артур Дюпон — «Непокорные»                                                                      |                                                                       |
| 2011 | 36-я      | Рафаэль Персонас — «Принцесса де Монпансье»                                                     |                                                                       |
| 2011 | 36-я      | Грегуар Лепренс-Ренге — «Принцесса де Монпансье»                                                |                                                                       |
| 2012 | 37-я      |                                                                                                 | Грегори Гадебуа — «Анжель и Тони»                                     |
| 2012 | 37-я      | Николас Бридет — «Будь моим сыном»                                                              |                                                                       |
| 2012 | 37-я      | Гийом Гуи — «Джимми Ривье»                                                                      |                                                                       |
| 2012 | 37-я      | Пьер Нинье — «Люблю смотреть на девушек»                                                        |                                                                       |
| 2012 | 37-я      | Дмитрий Сторож — «Неприкасаемые»                                                                |                                                                       |
| 2013 | 38-я      |                                                                                                 | Маттиас Схунартс — «Ржавчина и кость»                                 |
| 2013 | 38-я      | Кейси Моттет Кляйн — «Сестра»                                                                   |                                                                       |
| 2013 | 38-я      | Феликс Моати — «Телегаучо»                                                                      |                                                                       |
| 2013 | 38-я      | Пьер Нинье — «Как братья»                                                                       |                                                                       |
| 2013 | 38-я      | Эрнст Умоер — «В доме»                                                                          |                                                                       |
| 2014 | 39-я      |                                                                                                 | Пьер Деладоншам — «Незнакомец на озере»                               |
| 2014 | 39-я      | Пол Бартел — «Маленькие принцы»                                                                 |                                                                       |
| 2014 | 39-я      | Венсан Макен — «Девушка 14 июля»                                                                |                                                                       |
| 2014 | 39-я      | Поль Ами — «Сюзанн»                                                                             |                                                                       |
| 2014 | 39-я      | Немо Шиффман — «За сигаретами»                                                                  |                                                                       |
| 2015 | 40-я      |                                                                                                 | Кевин Азиз — «Истребители»                                            |
| 2015 | 40-я      | Ахмед Драме — «Наследники»                                                                      |                                                                       |
| 2015 | 40-я      | Пьер Рошфор — «Он ушёл в воскресенье»                                                           |                                                                       |
| 2015 | 40-я      | Марк Зинга — «Да благословит Аллах Францию!»                                                    |                                                                       |
| 2015 | 40-я      | Кирилл Емельянов — «Мальчики с Востока»                                                         |                                                                       |
| 2016 | 41-я      |                                                                                                 | Род Парадо — «Молодая кровь»                                          |
| 2016 | 41-я      | Сванн Арло — «Анархисты»                                                                        |                                                                       |
| 2016 | 41-я      | Кантен Дольмер — «Три воспоминания моей юности»                                                 |                                                                       |
| 2016 | 41-я      | Феликс Моати — «Давайте втроём»                                                                 |                                                                       |
| 2016 | 41-я      | Финнегэн Олдфилд — «Ковбои»                                                                     |                                                                       |
| 2017 | 42-я      |                                                                                                 | Нильс Шнайдер — «Чёрный алмаз» (за роль Пьера Ульманна)               |
| 2017 | 42-я      | Йонас Блоке — «Она» (за роль Венсана, сына Мишель)                                              |                                                                       |
| 2017 | 42-я      | Демьен Дамьен — «Стоять ровно» (за роль Лео)                                                    |                                                                       |
| 2017 | 42-я      | Кейси Моттет Кляйн — «Когда тебе семнадцать» (за роль Дамьена)                                  |                                                                       |
| 2017 | 42-я      | Коринтен Фила — «Когда тебе семнадцать» (за роль Тома)                                          |                                                                       |
| 2018 | 43-я      |                                                                                                 | Науэль Перес Бискаярт — «120 ударов в минуту» (за роль Шона Дальмазо) |
| 2018 | 43-я      | Бенжамен Лаверн — «Праздничный переполох» (за роль Пьера)                                       |                                                                       |
| 2018 | 43-я      | Финнегэн Олдфилд — «Марвин, или прекрасное воспитание» (за роль Марвина Бижу / Мартена Клемана) |                                                                       |
| 2018 | 43-я      | Пабло Поли — «Пациенты» (за роль Бена)                                                          |                                                                       |
| 2018 | 43-я      | Арно Валуа — «120 ударов в минуту» (за роль Натана)                                             |                                                                       |